# Żleb Grosza (Grań Hrubego)

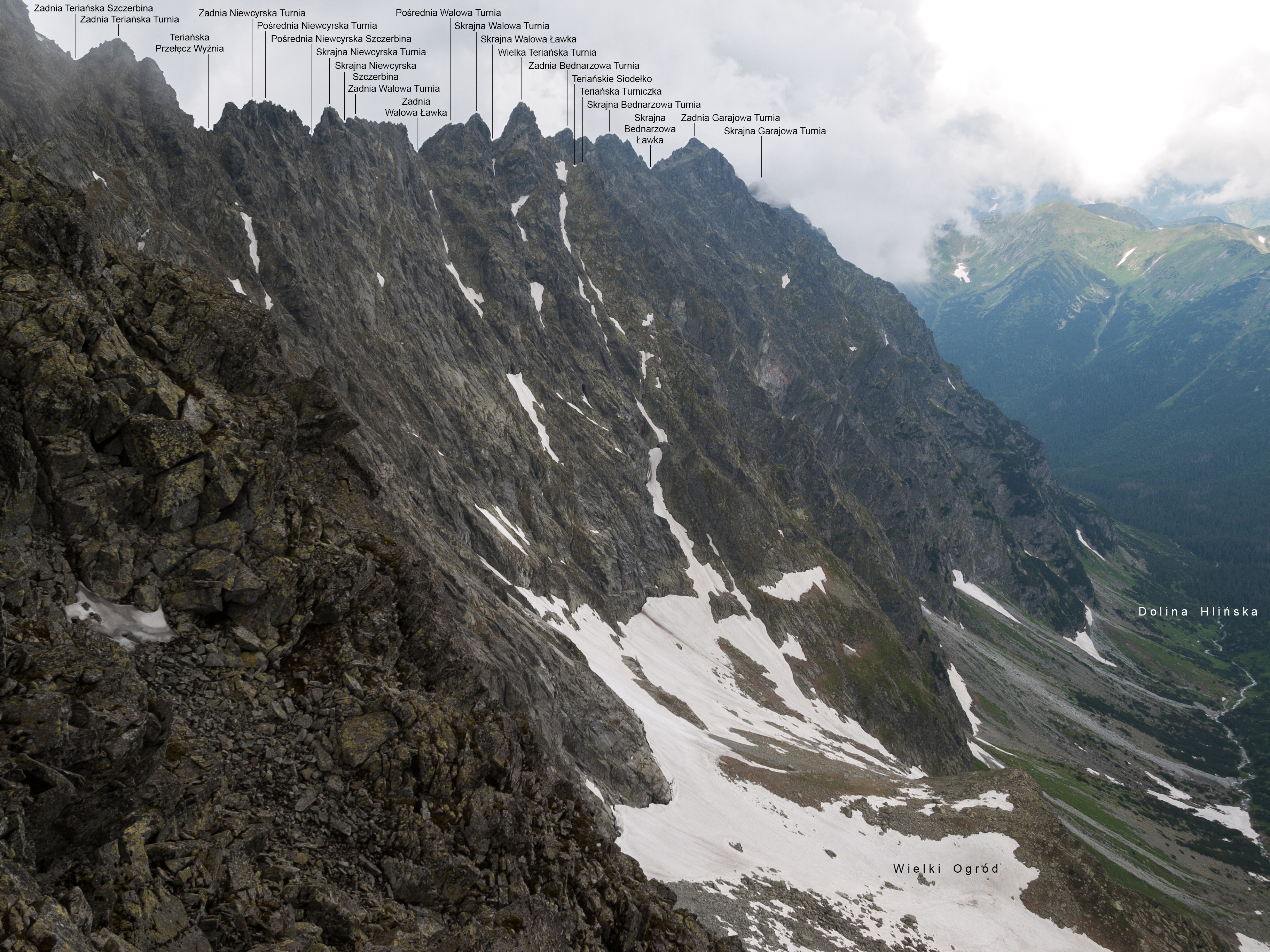
Żleb Grosza widoczny po prawej stronie Wielkiej Teriańskiej Turni

Żleb Grosza – żleb na północnych ścianach Grani Hrubego w słowackich Tatrach Wysokich. Opada z Teriańskiego Siodełka w najwyższej części Wielkiej Teriańskiej Turni. Jego najwyższa część to załupa, z lewej strony (patrząc od dołu) ograniczona pionowymi lub przewieszonymi ścianami tej turni. W części środkowej jest wąskim i bardzo piarżystym żlebem. Na wysokości około 2100 m jest w nim płaskodenny kociołek o średnicy około 8 m. Z jego ściany wyrasta żebro, które żleb znajdujący się poniżej kociołka dzieli na dwa koryta. Łatwiejsze do przejścia jest lewe koryto. Nawet podczas ciepłych lat jest ono w dużym stopniu wypełnione śniegiem. Kilkanaście metrów poniżej kociołka do Żlebu Grosza wpada komin z masywu Skrajnej Walowej Turni. W widoku z dołu sprawia on wrażenie, że jest głównym ciągiem Żlebu Grosza, jest to jednak złudzenie spowodowane tym, że właściwy Żleb Grosza przysłonięty jest przez żebro oddzielające dwa jego koryta.
Nazwę żlebu utworzył Władysław Cywiński, upamiętniając nią Alfreda Grosza, który wraz z M. Scheinem 1 sierpnia 1922 roku. pierwszy przeszedł tym żlebem. Prowadzi nim droga wspinaczkowa. Trudność I, miejscami III w skali tatrzańskiej, deniwelacja około 320 m, czas przejścia 2 godz. Pierwsze przejście zimowe: Jacek Bilski i Władysław Cywiński 24 marca 1991 r. Żlebem tym jako pierwszy zjechał na nartach Milie Blahout.